# ISPA
ISPA (engleză - Instrument for Structural Policies for Pre-Accession) este acronimul pentru 'Instrumentul pentru Politici Structurale de pre-aderare'. Este un program al Uniunii Europene care finanțează în țările candidate, în perioada 2000-2006, proiecte de infrastructură în domeniul transporturilor și al protecției mediului. 
Sa sprijine tarile beneficiare in vederea alinierii standardelor lor de mediu la cele ale Uniunii Europene.
Sa extinda si sa conecteze retelele de transport proprii cu cele transeuropene.
Sa familiarizeze tarile beneficiare cu politicile si procedurile aplicate de Fondurile Structurale si de Coeziune ale Uniunii Europene.
Pentru ce se acorda finantare ISPA?
Pe langa Programul PHARE existent, un sprijin suplimentar este dat de Uniunea Europeana prin Facilitatea ISPA, gestionat de Comisia Europeana. ISPA acopera sectoarele privind protectia mediului si infrastructura de transport doar pe o perioada de sapte ani (2000 – 2006). Indicatiile preliminare, bazate pe considerente ca marimea populatiei, suprafata tarii si PIB, sunt ca alocatia pentru proiectele din domeniul transporturilor din Romania, va fi in jur de 120 milioane Euro pe an, adica aproximativ 840 milioane Euro pe sapte ani.
Facilitatea ISPA in sectorul transporturilor se concentreaza in principal pe:
proiecte (masuri) de infrastructura din domeniul transporturilor care promoveaza o mobilitate sustinuta, iar in particular cele care reprezinta proiecte de interes comun (Romania si Uniunea Europeana) bazate pe criteriile cuprinse in Decizia 1692/96/CE (Ghid Comunitar de indrumare pentru dezvoltarea retelei de transport trans-europene);
proiecte (masuri) care permit tarilor beneficiare sa respecte obiectivele Parteneriatului de Aderare, inclusiv interconectarea si interoperabilitatea retelelor de transport nationale cat si cu cele trans-europene, impreuna cu accesul la astfel de retele de transport.
Proiectele vor avea dimensiuni suficiente pentru a avea un impact semnificativ in ceea ce priveste ameliorarea infrastructurii retelelor de transport. Costul total pentru fiecare proiect nu va fi in principiu mai mic de 5 milioane Euro, totusi in cazuri exceptionale, pot fi considerate si proiecte al caror cost total este mai mic de 5 milioane Euro.
Asistenta comunitara prin ISPA poate lua forma unei asistente nerambursabile directe sau a unei asistente rambursabile, fie orice alta forma de asistenta. Rata asistentei comunitare acordata prin ISPA va fi in majoritatea cazurilor pana la 75% din costul total al cheltuielilor eligibile (exclusiv taxe, achizitii de terenuri, etc.) ce revin institutiilor publice pentru efectuarea proiectului respectiv. Comisia Europeana poate de asemenea sa considere imprumuturile prin Institutiile Financiare Internationale angajate de aceste institutii guvernamentale, ca fiind echivalentul fondurilor publice nationale. Fondurile ISPA nu pot fi combinate cu alte instrumente de pre-aderare. Asistenta combinata prin ISPA si alte tipuri de asistenta comunitara pentru un proiect nu trebuie sa depaseasca 90% din cheltuielile totale pentru aceasta masura.
In vederea pregatirii proiectelor de lucrari care vor fi finantate prin Facilitatea ISPA, acest program poate de asemenea furniza suport pentru asistenta tehnica si studii preliminare, incluzand:
studii de fezabilitate economico-financiara;
evaluari ale impactului asupra mediului inconjurator;
analiza proiectului de executie si a costurilor;
asistenta in pregatirea documentatiei de licitatie;
managementul proiectului.